# Nishikigoi (duo comique)
Récompenses
Grand Prix M-1 2021
Nishikigoi (錦鯉, littéralement Carpe d'ornement) est un duo comique japonais (owarai konbi) composé de Masanori Hasegawa et Watanabe Takashi. Il fait partie de l'agence de divertissement Sony Music Artists Inc..
Le duo a été formé en avril 2012 et a remporté le Grand Prix M-1 en 2021.
L'origine du nom a été expliquée par Watanabe : « On avait pas de nom au début et avant de donner un spectacle, l'organisateur nous a appelés et nous a demandé de lui donner le nom du duo. Au même moment, un reportage à la télévision montrait des étrangers qui achetaient des carpes Nishikigoi (carpes d'ornement) en grande quantité. J'ai vu ça et j'ai dit à l'organisateur : " C'est Nishikigoi " ».

## Sources et références
1. ↑  (ja) « 大ブレークした錦鯉「時代がやっと追いついた」プロデューサーの野望 », sur asahi.com,‎ 8 juillet 2023 (consulté le 11 juillet 2023).
2. ↑  (ja) « 錦鯉　コンビ名の由来明かす　「電球」の可能性もあった！？「もしテレビに映っているのが…」 », sur Sports Nippon,‎ 18 février 2022 (consulté le 11 juillet 2023).